# نوشيجان
نوشيجان هي قلعة ومعبد نار تاريخية تعود إلى عصر ميديون، وتقع في ملاير.